# Javier Jiménez Moreno
Javier Jiménez Moreno, detto Javi (Quesada, 11 gennaio 1996), è un calciatore spagnolo, difensore svincolato.

## Carriera

### Club
Ha giocato con vari club nella seconda divisione spagnola.

### Nazionale
Ha giocato nella nazionale spagnola Under-17.